# 佳里吉和堂
第十五角玉勅吉和堂位於臺灣臺南市佳里區，地屬玉勅皇勅金唐殿境內第十五角頭，主祀東嶽仁聖大帝、李府大神、魏府大神，榮任玉勅皇勅金唐殿駕前先鋒陣之一。為蕭壠吉字輩家將祖廟，所屬八家將為臺灣現今延續最長的家將團，至今逾百年，為臺南市定傳統表演藝術，國家文化資產首批登錄傳統表演藝術之家將陣(團)。

## 沿革
成立於日本明治年間蕭壠（今佳里），適逢玉勅皇勅金唐殿蕭壠香科，當時擔任張天師正乙派授職道長黃串，鑒於當時蕭壠、西港香境尚無任何家將陣頭，於是禮聘師承中國的家將步伐陣法師傅林在為第一任總教練，將其所精通的家將步伐陣法傾囊相授，成立蕭壠、西港香境首間家將館，領旨定名玉勅〔吉和堂〕，募集挑選境內生辰八字合適的年輕男孩，訓練家將的步伐跟陣法陣式，以「黃腳巾」為標號，之後吉和堂開枝散葉，家將步伐陣法由黃火山(道長)襲承，後經黃火山(道長)、林木(道長)、黃水波等師傅(教練)開枝散葉傳承至今已百餘年，並藝傳承諸多分堂，尊稱為南瀛西南沿海地區「蕭壠吉字輩家將」祖廟，與相似的「麻豆家將」系統，形成為臺灣諸多的家將派系之一 。在第二次世界大戰期間，因戰亂於日治末期將神尊地藏王菩薩及李府大神金身寄祀於蕭瓏下街四安宮(蕭瓏城隍廟)中，並於戰爭結束後迎回，另於第十五角頭內奉祀。

### 榮封
吉和堂建立初始於金唐殿第一角頭，由信眾出資雕刻奉祀東嶽仁聖大帝、地藏王菩薩、李府大神及部將八家將爺等神尊金身，參與金唐殿蕭壠香科，榮任為金唐殿駕前先鋒陣。家將陣自上奏組訓成陣後具宗教地位，玉勅榮封之家將團，為香路境內信眾祈安掃除不祥、趨邪怯魔、收驚解厄、安宅鎮煞之宗教性任務，因受玉旨榮封駕前保駕之職，不受臺南府城人間習俗家將須繞路避聖，隨駕於舊天公廟面聖。相當於現代的特殊警察部隊、司法警察官、警衛官。屬於陣頭中之武陣，陣法陣式遵循五行八卦之原理編排，步伐陣法陣式搭配戰鼓排陣。亦是少數曾參與西港香科家將團(陣)之一。

### 祝融之災
民國102年9月30日(西元2013年)凌晨疑似因電線走火導致吉和堂的八家將文物與所供奉的神像燒毀，十月的参與境內的繞境出巡活動也被迫暫停。並另尋風水寶地重新建廟。

### 浴火重生
經過蕭壠庄主金唐殿代天巡狩雷府二千歲、南鯤鯓代天府代天巡狩吳府三千歲、蕭壠香玉勅代天巡狩等眾神協助下尋找新風水寶地鎮守一方，同樣地屬金唐殿第十五角頭內，在經歷11年的興建工程，於民國113年11月9日(西元2024年)晚間，舉行新廟完成入火安座，由臺南市長代表市府團隊致贈「正身教世」匾額，表揚吉和堂長期發揚傳統信仰文化的貢獻。

## 主祀神祇
- 主祀：
  - 東嶽仁聖大帝、李府大神、魏府大神

- 配祀：
  - 福德正神、天虎將軍

- 同祀(家將館)：
  - 八家將爺(十一尊)

### 李府大神、魏府大神
關於吉和堂李府大神、魏府大神的來歷，據口述相傳為東嶽仁聖大帝、地藏王菩薩的首席幕僚官，相當於現代秘書長、司法檢察長之職務，承東嶽仁聖大帝之命總管文武官員、職司陰陽兩界事、主管十殿七十五司判官、執法陰陽兩界的任務，襄助榮任金唐殿駕前先鋒職務、欽賜七星寶劍、先斬後奏、領天地兵將駕前保駕。由李府大神分掌文班業務，掌理指揮家將團，由魏府大神分掌武班業務，執掌陰陽兩界醫理事。

## 蕭壠吉字輩
- 第十五角玉勅吉和堂八家將【玉勅皇勅金唐殿駕前】
  - 三五甲玉勅鎮山宮吉興堂八家將[2]
  - 鼓山地嶽殿玉旨吉勝堂八家將
    - 鹽埕溫王廟八家將
    - 鼓山文山宮吉安堂八家將
    - 高雄民族社區吉勝堂八家將
    - 鼓山文武城隍廟八家將
    - 鼓山內惟王武宮八家將
    - 臺東關山吉勝堂八家將

  - 西港街瓦厝內吉善堂八家將【西港玉勅慶安宮駕前】
  - 第十二角玉勅佛天宮吉安堂八家將
  - 土城砂崙腳清聖宮吉勝堂八家將【土城鹿耳門聖母廟駕前】
  - 漚汪檳榔林吉慶堂八家將
  - 第六角玉勅六安宮吉進堂八家將
  - 第九角頂廍南天忠義堂八家將
  - 七股吉義堂八家將
- 第二角代天護國宮龍鳳獅陣

## 佳里幽冥殿
第十三角幽冥殿，又稱蕭壠地藏王廟，位於佳里區仁愛路與光復路交叉路口上。地屬玉勅皇勅金唐殿境內第十三角，管轄南蕭壠地區，主祀: 地藏王菩薩，為玉勅皇勅金唐殿駕前陣之一。

### 沿革
地藏王菩薩初期奉祀於金唐殿第一角頭，榮任為金唐殿駕前先鋒陣，在第二次世界大戰期間，因戰亂於日治末期曾寄祀於蕭瓏下街四安宮(蕭瓏城隍廟)中，並於戰爭結束後迎回，另於第十五角頭內奉祀，民國49年經由蔡聖恩等信眾倡議恭請地藏王菩薩金身，於今日第十三角頭廟地草創建廟稱幽冥壇。現今廟宇規模完工於民國66年，並於後續另增祀東嶽仁聖大帝以襄助廟務。

#### 香科榮封
蕭壠香玉勅代天巡狩勅令幽冥殿地藏王菩薩，「安撫境內孤魂，以報上天好生之德，不順者可調兵斬奏」。
學甲香幽冥殿謝將軍、范將軍榮任為主帥學甲慈濟宮保生大帝(開基二大帝)駕前護駕將軍，為保生大帝(開基二大帝)駕前開路護駕、為境內信眾祈安掃除不祥、收驚解厄之任務。

### 主祀神祇
- 主祀：
  - 地藏王菩薩
- 同祀：
  - 東嶽仁聖大帝
- 配祀：
  - 午馬四將(牛、馬、謝、范將軍)

午馬四將，因受玉旨榮封之故，不受臺南府城人間習俗家將須繞路避聖，隨駕於舊天公廟面聖。